# Sause
Sause (en francès Sauze) és un municipi francès situat al departament dels Alps Marítims i a la regió de Provença – Alps – Costa Blava.

## Demografia
| 1962                                       | 1968 | 1975 | 1982 | 1990 | 1999 | 2006 |
| ------------------------------------------ | ---- | ---- | ---- | ---- | ---- | ---- |
| 21                                         | 42   | 43   | 85   | 60   | 99   | 105  |
| Des de 1962: població sense dobles comptes |      |      |      |      |      |      |

## Administració
| Període   | Identitat      | Partit |
| --------- | -------------- | ------ |
| 1942-1952 | Joseph Boyer   |        |
| 1952-1959 | Francis Boyer  |        |
| 1959-1977 | César Trouche  |        |
| 1977-1981 | Marcel Maunier |        |
| 1981-     | Roger Bottero  |        |